# Pride Bushido 10
Pride Bushido 10 foi um evento de artes marciais mistas promovido pelo Pride Fighting Championships, ocorrido em 2 de abril de 2006 no Ariake Coliseum em Tóquio, Japão.